# Ельчик (река)
Е́льчик — река в Липецкой области, левый приток Быстрой Сосны.
Длина реки составляет 25 км, площадь водосборного бассейна — 142 км². Исток Ельчика находится юго-западнее села Становое. Протекает по территории Ельца, Становлянского и Елецкого районов. Впадает в Быструю Сосну на территории города Ельца в 37 км от устья.
Город Елец получил своё название именно от Ельчика (на старых картах река была обозначена с другим именем — Еле́ц). Возможно, это название связано с некоторыми топонимами Черниговской земли (там есть Елецкий монастырь около Елецких озёр).
В городе река образовала глубокий овраг с крутыми склонами-берегами, на которых выступает известняк.
В своём устье река создала наносы, поэтому конница могла легко преодолеть Быструю Сосну вброд.
В 1997 году через Ельчик в районе Елец-Плоское был построен мост; на следующий год ещё одна переправа была открыта уже на территории Ельца.

## Данные водного реестра
По данным государственного водного реестра России относится к Донскому бассейновому округу, водохозяйственный участок реки — река Сосна, речной подбассейн реки — бассейны притоков Дона до впадения Хопра. Речной бассейн реки — Дон (российская часть бассейна).